# نظام منع تخطي المدرج
نظام منع تخطي المدرج أو الروبس (بالإنجليزية: ROPS) Runway Overrun Prevention System))‏
هو تقنية تستعمل في طائرة إيرباص إيه 350 و الذي يستعمل لمنع تجاوز أو تخطي المدرج أثناء هبوط الطائرة.
تقوم شركة إيرباص بتجربة و تطوير النظام في مطار روفانييمي في فنلندا ابتداءا من عام 2016.